# Cacín
Cacín er en by og kommune i det sydøstlige Spanien i provinsen Granada. Den har et indbyggertal på 537 (2024) indbyggere.